# Cybaeus iharai
Espèce
Cybaeus iharai est une espèce d'araignées aranéomorphes de la famille des Cybaeidae.

## Distribution
Cette espèce est endémique de la préfecture de Nagano au Japon,. Elle se rencontre vers Shimosuwa, Tateshina, Fujimi et Sakuho.

## Description
La carapace du mâle holotype mesure 2,11 mm de long sur 1,52 mm et l'abdomen 2,48 mm de long sur 2,10 mm et la carapace de la femelle paratype mesure 1,97 mm de long sur 1,29 mm et l'abdomen 2,20 mm de long sur 1,65 mm.

## Étymologie
Cette espèce est nommée en l'honneur de Yoh Ihara.

## Publication originale
- Sugawara, Koike & Nakano, 2022 : « A new species of Cybaeus with short genitalia from central Honshu, Japan (Araneae: Cybaeidae). » Acta Arachnologica, vol. 71, no 1, p. 27-31 (texte intégral).